# Linea Sasebo

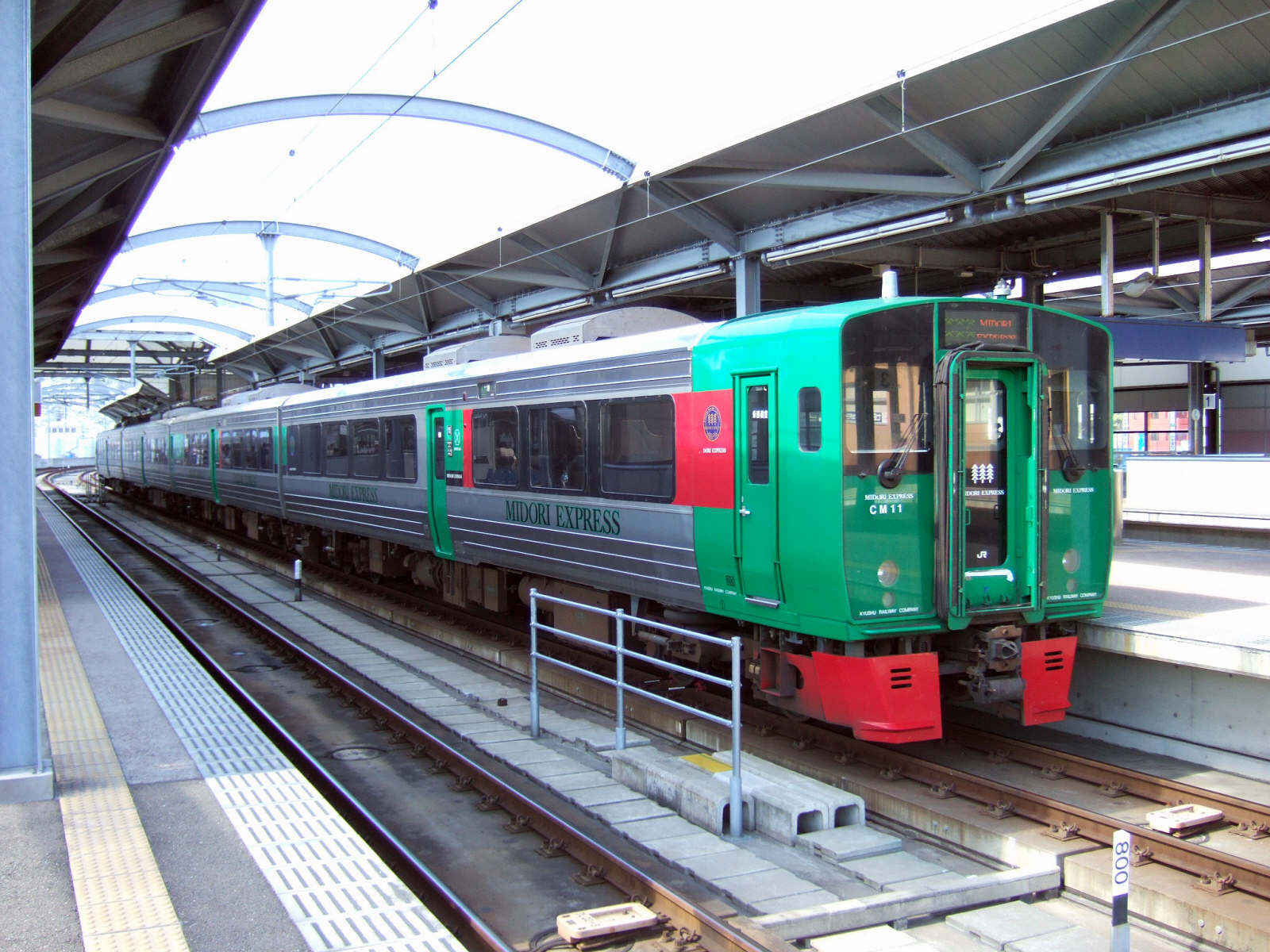
L'Espresso limitato Midori alla stazione di Sasebo

La linea principale Sasebo (佐世保線線?, Sasebo-honsen) è una linea ferroviaria regionale dell'isola del Kyūshū, in Giappone, gestita dalla JR Kyushu, e collega le stazioni di Hizen-Yamaguchi, nella prefettura di Saga a quella di Sasebo, nella prefettura di Nagasaki. Molti treni provengono da Fukuoka via la linea principale Nagasaki.

## Caratteristiche
- Operatori: JR Kyushu (serv. passeggeri) e JR Freight (serv. merci)
- Lunghezza: 48,8
- Scartamento: 1067 mm
- Stazioni: 14
- Numero di binari: tutta la linea è a binario singolo
- Elettrificazione: 20 kV CA
- Segnalamento ferroviario: automatico
- Velocità massima: 95 km/h

## Traffico

### Servizi passeggeri
La linea Sasebo è utilizzata sia da servizi locali che a lunga percorrenza. Per quanto riguarda gli Espressi limitati provenienti da Fukuoka, sulla linea circola il Midori (Hakata - Sasebo) e lo Huis Ten Bosch (Hakata - Huis Ten Bosch), che fino alla stazione di Haiki circolano accoppiati.
Il traffico locale è costituito da treni che fermano in tutte le stazioni (incluso il rapido Seaside Liner) con meno di una decina di coppie al giorno. Durante il periodo dell'Obon è presente anche un treno speciale per il mercato della ceramica di Arita, che effettua fermate selezionate lungo il percorso.

### Traffico merci
Fino al 1996 la linea vedeva anche traffico di treni merci, sospeso in seguito e sostituito con trasporto su gomma.

## Stazioni
●： Fermata
| Stazione        | Giapponese | Distanza da Hizen-Yamaguchi | Esp. lim Seaside Liner   | Collegamenti              | Posizione         | Posizione |
| --------------- | ---------- | --------------------------- | ------------------------ | ------------------------- | ----------------- | --------- |
| Hizen-Yamaguchi | 肥前山口   | 0.0                         |                          | Linea principale Nagasaki | Pref. di Saga     | Kōhoku    |
| Ōmachi          | 大町       | 5.1                         |                          |                           | Pref. di Saga     | Ōmachi    |
| Kitagata        | 北方       | 7.4                         |                          |                           | Pref. di Saga     | Takeo     |
| Takahashi       | 高橋       | 11.4                        |                          |                           | Pref. di Saga     | Takeo     |
| Takeo Onsen     | 武雄温泉   | 13.7                        |                          |                           | Pref. di Saga     | Takeo     |
| Nagao           | 永尾       | 18.3                        |                          |                           | Pref. di Saga     | Takeo     |
| Mimasaka        | 三間坂     | 21.5                        |                          |                           | Pref. di Saga     | Takeo     |
| Kami-Arita      | 上有田     | 25.7                        |                          |                           | Pref. di Saga     | Arita     |
| Arita           | 有田       | 28.2                        |                          | Linea Nishi-Kyūshū        | Pref. di Saga     | Arita     |
| Mikawachi       | 三河内     | 35.7                        | Treni da/per linea Ōmura |                           | Pref. di Nagasaki | Sasebo    |
| Haiki           | 早岐       | 39.9                        | ●                        | Ōmura Line                | Pref. di Nagasaki | Sasebo    |
| Daitō           | 大塔       | 42.6                        | ●                        |                           | Pref. di Nagasaki | Sasebo    |
| Hiu             | 日宇       | 45.5                        | ●                        |                           | Pref. di Nagasaki | Sasebo    |
| Sasebo          | 佐世保     | 48.8                        | ●                        | Linea Nishi-Kyūshū        | Pref. di Nagasaki | Sasebo    |